# 馬氏濱藜
馬氏濱藜或海滨藜（学名：Atriplex maximowicziana）是苋科滨藜属的植物，是中国的特有植物。分布于日本以及中国大陆的福建等地，多生于海滩，目前尚未由人工引种栽培。